# Тональ
Тональ (англ. Tonal) — це тварина-двійник людини, концепція Мезоамериканської релігії, міфів, фольклору та антропології. У культурі багатьох корінних народів Мезоамерики зустрічається вірування, що людина після народження набуває тісного духовного зв'язку з якоюсь твариною, що триває впродовж усього життя обох істот. Певною мірою схоже з поняттям «тотем». Мезоамериканські вірування у тональ є частиною визначення нагвалізму.

## Тональ в книгах Карлоса Кастанеди
Коли читач читає це речення, то він букви не бачить, а вгадує. Береться дуже невеликий обсяг інформації ззовні, а більшість добудовується уявою. Вважається, що на 4 одиниці зорової інформації приходиться до 10000 одиниць добудови. На інших сенсорах менший розрив, але можна сказати, що ми більшою мірою відчуваємо не реальність, а власну уяву. Добудову.
Так ось. Ми живемо якби в двох світах одночасно. В кожному світі у нас є тіло. Два тіла. Знайоме нам тіло та енергетичний дубль. Перше людське тіло - це наша ментальна реальність, яку ми помилково вважаємо фізичною. Це та сама уява, яку ми пробудували на мінімумі інформації із іншої реальності. Енергетичної. Оскільки ми беремо вибірково незначну кількість точок синхронізації, то нам вдається енергетичну реальність представити як реальність твердих предметів. Це називається у Кастанеди всесвітом намірювань, а в українській науці це зветься ноосферою. Ще називають ментальною реальністю, і є у різних традицій ще назви. Тіла ментальне та енергетичне синхронізовані, але настільки погано, що снігова баба більш схожа на реальну бабу, ніж ці два тіла. Різниця приблизно як між великою ведмедицею та купою зірок - вогняних куль, розкиданих на мільйони світлових років.
Ментальна реальність пробудована виключно зі слів. Ось у нас нещодавно з'явилися онлайн-сервіси, які можуть будь-яку картинку перетворити на опис словами. Така ж штука є і у людей. Люди постійно перетворюють інформацію на слова. Якщо не можуть впихнути реальність у слова, то відкидають.
Для такої нашої дивної поведінки є конкретна причина. Коли ми були малюками, то рекордно довгий час були безпорадними. Майже абсолютно. Могли махати ручками-ніжками, але не були здатні навіть какахи з-під своєї дупи прибрати. Їсти не могли - зубів не було. На сто відсотків залежали від дорослих. Для порівняння, козочка при окоті, після народження вже може встати на свої кволі ніжки та почати шукати їжу. Така наша відмінність від козочки призводить до повної концентрації на словах дорослих. Це найважливіше, бо власні зусилля ніякого результату не дають. І наша, так звана, друга сигнальна система за кілька років стає сенсорною базою для ментальної реальності. Якщо ми не можемо представити реальність як текстовий опис словами (а значить не можемо передати словами іншим), то цінності така частина реальності для нас не має. Ми її відкидаємо.
У людей із-за цього є чітка і дуже сильна грань між тоналем та нагвалем. Велика відстань між двома тілами. У тварин воно більш розмите. Тварини та діти здатні бачити дубля. Індіанці також мали змогу туманно відчувати дубля. Це вилилося в поняття тоналя та нагваля в їх поглядах.
Маги лінії дона Хуана в книгах Кастанеди мали повне знання про ці речі, і могли або повно та якісно синхронізувати два тіла. Це значило велетенське здоров'я та вдачу. Або могли розірвати зв'язок, і дубль тоді діяв як окрема одиниця.

### Тільки шляхом посилення тоналя може проявитися нагуаль
Людина має фіксовану кількість енергії, яку здатна витратити на синхронізацію реальностей. Протягом дня енергія витрачається, в кінці спустошується, автоматика відправляє людину в сон. Не важко помітити, що уві сні стиковка реальностей розсипається. Стає можлива всяка чортівня.
Якщо людині раптом додати енергії, то це призведе до більшої кількості точок синхронізації. Людина стане більш спостережливою. Це призведе до очищення тоналя. Він до цього мав деякі ідеї, звички, а тепер покращене сприйняття реальності не дає лишатися на старих позиціях. Тональ стає більш адекватним. Синхронізація все менше б'є по кишені. Якщо перетнути певну точку неповернення, то цикл покращень "адекватність-енергія" стає самопідтримуваним.
По цьому критерію тоналі можна поділити на дві категорії:
- ті, що поступово втрачають енергію, скочуються в неадекват. Це наш природний шлях згасання. Ми тишком знаємо, що при спостереженні втрачається енергія. Дешевше вгадувати ніж дивитися, не спостерігати. Менше спостережливості - більше неадекватних ідей - сильніше втрачається енергія - ... Порочне коло;
- тоналі, що все краще підлаштовуються під нагуаль. Все краще синхронізація. Парадоксальним чином, спостерігаючи, ми тактично втрачаємо енергію, але стратегічно "накачуємо м'язи", оптимізуємо навички, стаємо більш сильними.

Поведінка, яка призводить до зростання особистої сили, у Кастанеди називається бездоганністю. На перший погляд, виглядає як порада мишам стати їжачками. Але не все так складно. На першій же прогулянці дон Хуан знайомить Кастанеду з концепцією погоджень та знаків. Деяким унікумам такої інформації достатньо щоб почати діяти "бездоганно". Вони будуть ставити за мету накопичити "особисту силу". А далі нагуаль проникне в їх реальність у вигляді знаків - підказок як саме. Знайдений знак має ефект саморозшифровування. Просто, але більшості людей не підійде: нечутливі, строптиві, залежні,... Таким людям обов'язково знаходитись поруч з людиною-нагвалем. Постійний високий рівень енергії потроху буде очищати тональ.

### Цитати
Тональ в цитатах Карлоса Кастанеди – це все, з чого, як ми думаємо, складається світ. Все, для чого у нас є слово – це тональ. Одна половина людини є абсолютним центром розуму, тоналем. Друга половина – абсолютним центром волі, нагвалем. Тональ починається з народження і закінчується смертю. Тональ є творцем, який не творить жодної речі. Іншими словами, тональ творить закони, по яким він сприймає світ, значить в якомусь сенсі він творець світу. Тональ – це організатор світу, на його плечах лежить завдання створення світового порядку із хаосу. Все, що ми знаємо і робимо як люди – робота тоналя. Нагваль – це та частина нас, для якої немає жодного описання – ні слів, ні назв, ні почуттів, ні знань.

## Етимологія
Слово походить від слова мовою науатль tonalli (то нал лі), що означає «день». У системі вірувань ацтеків, день народження людини, розрахований за календарем Тональповаллі, визначить характер людини — кожен день пов'язаний з твариною, яка може мати сильний або слабкий аспект. Людина, народжена в день, наприклад, «собаки», буде мати сильний або слабкий аспект собаки. Мовою науатль слово «тоналлі» використовувалося на позначення як дня, так і тварини, пов'язаної з цим днем. У віруваннях майя тварину-компаньйона людини називають «шлях». Сучасний народ міхе називає його «тс'ок» (Ліпп 1991). Хакальтеки із Гватемали вживають назву yixomal ispiẍan nax, що означає «носій душі».

## Дослідження
Вивчення тоналізму ініціював археолог, лінгвіст і етнолог Деніел Гаррісон Брінтон, який опублікував трактат під назвою «Наґвалізм: дослідження з фольклору та історії корінних американців», в якому описується історичні інтерпретації цього слова і тих, хто практикував наґвалізм у Мексиці в 1894 році. Він описав різні повір'я, пов'язані з тоналізмом, характерні для деяких сучасних мексиканських громад, таких, як міхе, науа, сапотеки та міштеки.